# Puntas de Arroyo Negro
Puntas de Arroyo Negro est une ville de l'Uruguay située dans le département de Paysandú. Sa population est de 52 habitants.

## Géographie
Puntas de Arroyo Negro est située près d'Orgoroso et La Tentación.

## Population
| Année | Population |
| ----- | ---------- |
| 1963  | –          |
| 1975  | –          |
| 1985  | –          |
| 1996  | –          |
| 2004  | 52         |

Référence,.